# Trenton (Georgia)
Trenton è una città degli Stati Uniti d'America, situata in Georgia, nella Contea di Dade, della quale è il capoluogo.